# Ozzfest

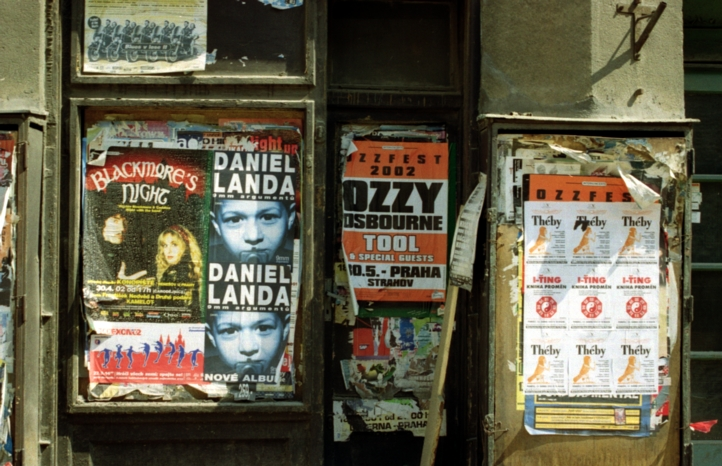
Alcuni poster del festival a Praga

L'Ozzfest fu un festival musicale che si svolse dal 1996 al 2018 ogni anno negli Stati Uniti (e successivamente anche in Europa) e ospitava prevalentemente gruppi heavy metal. Era organizzato da Ozzy Osbourne (da cui prende nome) e da sua moglie, Sharon Osbourne.

## Storia
Il festival fu creato nel 1996 quando gli organizzatori del festival Lollapalooza rifiutarono l'entrata di Ozzy Osbourne nel tour. Come reazione, Sharon & Ozzy decisero di creare il loro concerto personale, maggiormente incentrato sull'heavy metal. Il tour fu, fin dalla prima edizione, un successo e divenne un evento annuale.
Nel 1998 l'Ozzfest uscì dagli Stati Uniti per la prima volta, con date in Gran Bretagna. Dopo 4 show, comunque, i Korn, ospiti principali del tour, abbandonarono il concerto e furono subito rimpiazzati dai Therapy?.
Nel 2002 l'Ozzfest esordì nel centro Europa; il festival però fu macchiato dalla morte del frontman dei Drowning Pool Dave Williams, trovato morto sul suo bus. Tommy Lee sostituì la band per il resto del tour.
Nel 2004 il tour fu trasmesso da MTV.

## Edizioni

### 1996
- Ozzy Osbourne
- Slayer
- Danzig
- Sepultura
- Fear Factory
- Biohazard
- Neurosis
- Earth Crisis
- Powerman 5000
- Coal Chamber
- Cellophane

### 1997
- Ozzy Osbourne
- Black Sabbath
- Marilyn Manson
- Pantera
- Type O Negative
- Fear Factory
- Machine Head
- Powerman 5000
- downset.
- Neurosis
- Slo Burn
- Drain STH
- Coal Chamber
- Vision of Disorder

### 1998
Nel 1998 l'Ozzfest tenne la sua prima edizione fuori dagli Stati Uniti in Gran Bretagna, con le seguenti formazioni:
Stati Uniti
- Ozzy Osbourne
- Tool
- Megadeth
- Limp Bizkit
- Soulfly
- Sevendust
- Coal Chamber
- Motörhead
- System of a Down
- Melvins
- Incubus
- Snot
- Life of Agony
- Kilgore
- Ultraspank
- Monster Voodoo Machine

Gran Bretagna
- Black Sabbath
- Ozzy Osbourne
- Foo Fighters
- Korn
- Pantera
- Slayer
- Soulfly
- Fear Factory
- Therapy?
- Coal Chamber
- Life of Agony
- Human Waste Project
- Entombed
- Hed P.E.
- Pitchshifter

### 1999
- Black Sabbath
- Rob Zombie
- Deftones
- Slayer
- Primus
- Godsmack
- System of a Down
- Fear Factory
- Static-X
- Slipknot
- Hed P.E.
- Flashpoint
- Pushmonkey
- Drain STH
- Apartment 26
- Puya

### 2000
- Ozzy Osbourne
- Pantera
- Godsmack
- Static-X
- Incubus
- Methods of Mayhem
- P.O.D.
- Queens of the Stone Age
- Soulfly
- Kittie
- Disturbed
- Taproot
- Slaves On Dope
- Reveille
- Shuvel
- Primer 55
- Apartment 26
- The Deadlights
- Pitchshifter
- Black Label Society
- Crazy Town
- Pumpjack

### 2001
Nel 2001, l'Ozzfest torna per la seconda volta in Gran Bretagna con le seguenti formazioni:
Stati Uniti
- Black Sabbath
- Marilyn Manson
- Slipknot
- Papa Roach
- Linkin Park
- Disturbed
- Crazy Town
- Black Label Society
- Mudvayne
- The Union Underground
- Taproot
- Systematic
- Godhead
- Nonpoint
- Drowning Pool
- Spineshank
- Hatebreed
- Otep
- No One
- Pressure 4-5
- American Head Charge
- Pure Rubbish
- Beautiful Creatures

Gran Bretagna
- Black Sabbath
- Slipknot
- Tool
- Papa Roach
- Soulfly
- Hed P.E.
- Raging Speedhorn
- Disturbed
- Amen
- Mudvayne
- Black Label Society
- Pure Rubbish
- Apartment 26
- The Union Underground

### 2002
L'Ozzfest fece la sua comparsa anche nell'Europa continentale con 9 date tra Germania, Belgio, Gran Bretagna, Paesi Bassi, Polonia, Repubblica Ceca, Irlanda e Portogallo con le seguenti formazioni:
Stati Uniti
- Ozzy Osbourne
- System of a Down
- Rob Zombie
- P.O.D.
- Drowning Pool
- Adema
- Black Label Society
- Tommy Lee
- Down
- Hatebreed
- Meshuggah
- SOiL
- Flaw
- 3rd Strike
- Pulse Ultra
- Ill Niño
- Andrew W.K.
- Glassjaw
- The Used
- Sw1tched
- Otep
- Lostprophets
- The Apex Theory
- Neurotica
- Chevelle
- Mushroomhead
- Seether

Germania (all’interno del festival Rock am Ring)
- Ozzy Osbourne
- Tool
- System of a Down
- Bad Religion
- P.O.D.
- Drowning Pool
- Black Label Society

Germania (a Braunschweig)
- Ozzy Osbourne
- Tool
- Bad Religion
- Such a Surge
- Oomph!
- Black Label Society)

Repubblica Ceca (a Praga)
- Ozzy Osbourne
- Tool
- Slayer
- Antiproduct
- Royal Playboy Cartel
- Škwor
- Astro Metro

Belgio (a Anversa)
- Ozzy Osbourne
- Tool
- System of a Down

Gran Bretagna (a Castle Donington)
- Ozzy Osbourne
- Tool
- System of a Down
- Slayer
- Lostprophets
- Millencolin
- Cradle of Filth
- Drowning Pool
- The Mad Capsule Markets
- Black Label Society
- AntiProduct
- Hundred Reasons
- Ill Niño
- Kittie
- American Head Charge
- Mushroomhead
- Otep
- Cyclefly
- Hell Is for Heroes
- Danko Jones
- Flaw
- Skindred
- Nonpoint
- Pulse Ultra

Polonia (a Cracovia)
- Ozzy Osbourne
- Tool
- Slayer
- Antiproduct
- Decapitated

Paesi Bassi (a Nimega)
- Ozzy Osbourne
- Tool
- Slayer
- Within Temptation
- Kittie
- Ill Niño
- Drowning Pool
- American Head Charge
- Dreadlock Pussy
- Mushroomhead
- SOiL
- .calibre
- Otep
- After Forever
- Antiproduct
- Nomen
- Outburst
- Wicked Mystic
- Callenish Circle
- Dimension Seven
- Smogus
- Agresión

Irlanda (a Naas)
- Tool
- System of a Down
- Slayer
- Therapy?
- Lostprophets
- Cyclefly
- Drowning Pool
- Skindive
- Mushroomhead
- Otep
- American Head Charge
- Ill Niño
- Kittie
- Antiproduct
- The Revs
- Superskin
- Pulse Ultra

Portogallo (a Lisbona)
- Tool
- Slayer
- Drowning Pool
- Ill Niño
- Kittie
- Ramp

### 2003
- Ozzy Osbourne
- Korn
- Marilyn Manson
- Disturbed
- Chevelle
- The Datsuns
- Cradle of Filth
- Voivod
- Hotwire
- Shadows Fall
- Grade 8
- Twisted Method
- Nothingface
- Killswitch Engage
- Unloco
- Depswa
- Motograter
- Sworn Enemy
- The Revolution Smile/Chimaira
- Endo
- Memento
- E.Town Concrete

### 2004
- Black Sabbath (Ozzy Osbourne fu sostituito per bronchite nello show del 24 agosto dal frontman dei Judas Priest, Rob Halford)
- Judas Priest
- Slayer
- Dimmu Borgir
- Superjoint Ritual
- Black Label Society
- Slipknot
- Hatebreed
- Lamb of God
- Atreyu
- Bleeding Through
- Lacuna Coil
- Every Time I Die
- Unearth
- God Forbid
- Otep
- DevilDriver
- Magna-Fi
- Throwdown
- Darkest Hour

### 2005
L'Ozzfest fece un'altra apparizione in Gran Bretagna fondendosi con il Download Festival con le seguenti formazioni:
Stati Uniti
- Black Sabbath
- Iron Maiden
- Mudvayne
- Shadows Fall
- Black Label Society
- In Flames
- Velvet Revolver (dal 23 agosto al 4 settembre al posto dei Black Sabbath)
- Slipknot (solo il 20 agosto)
- Drowning Pool (solo il 25 agosto)
- Rob Zombie
- Killswitch Engage
- As I Lay Dying
- Mastodon
- A Dozen Furies
- The Haunted
- Arch Enemy
- The Black Dahlia Murder
- Bury Your Dead
- It Dies Today
- Soilwork
- Trivium
- Gizmachi
- Wicked Wisdom

Gran Bretagna
- Black Sabbath
- Velvet Revolver
- HIM
- Anthrax
- Alter Bridge
- A
- The Mad Capsule Markets
- Dwarves
- Trivium

### 2006
- Ozzy Osbourne
- System of a Down
- Disturbed
- Avenged Sevenfold
- Hatebreed
- Lacuna Coil
- DragonForce
- Black Label Society
- Atreyu
- Unearth
- Bleeding Through
- Norma Jean
- A Life Once Lost
- The Red Chord
- Walls of Jericho
- Strapping Young Lad
- All That Remains
- Full Blown Chaos
- Between the Buried and Me
- Bad Acid Trip

### 2007
- Ozzy Osbourne
- Lamb of God
- Lordi
- Hatebreed
- Behemoth
- DevilDriver (al posto dei Mondo Generator dopo poche date)
- Nile
- Circus Diablo
- Ankla
- The Showdown
- 3 Inches of Blood
- Dååth
- In This Moment
- Cthonic

### 2008
- Ozzy Osbourne
- Metallica
- King Diamond
- Serj Tankian
- Hellyeah
- Jonathan Davis
- Cavalera Conspiracy
- Shadows Fall
- Apocalyptica
- In This Moment
- Sevendust
- DevilDriver
- Kingdom of Sorrow
- Soilent Green
- Witchcraft
- Goathwhore
- The Sword
- Drowning Pool
- Rigor Mortis

### 2009
Non si è tenuto nessuno show.

### 2010
L'Ozzfest fece un'altra apparizione in Gran Bretagna e, per la prima volta, in Israele con le seguenti formazioni:
Stati Uniti
- Ozzy Osbourne
- Mötley Crüe
- Halford
- DevilDriver
- Nonpoint
- Black Label Society (non esibitisi per condizioni climatiche)
- Drowning Pool (non esibitisi per condizioni climatiche)
- Kingdom of Sorrow
- Exodus
- Goatwhore (non esibitisi per motivi di salute del bassista)
- Skeletonwitch
- Saviours
- Kataklims (non esibitisi per condizioni climatiche)
- California Wildebeest
- Immune
- Yuto Miyazawa (esibizione finale di Crazy Train con Ozzy)

Gran Bretagna
- Ozzy Osbourne
- Korn
- Murderdolls
- Steel Panther
- Skindred
- Paradise Lost
- Black Spiders
- Revoker
- Jettblack

Israele
- Ozzy Osbourne
- Korn
- Soulfly
- Betzefer
- Almana Shchora
- Behind the Sun
- Tal Friedman & The Krayot

### 2011
Non si è tenuto nessuno show.

### 2012
Non si è tenuto nessuno show.

### 2013
Per la prima volta l’Ozzfest si tiene solo in Giappone in due giorni.
1º giorno
- Korn
- Evanescence
- Bullet for My Valentine
- Of Mice & Men
- Vamps
- One Ok Rock
- Crossfaith
- Corey Taylor
- MEANING
- Crystal Lake
- SiM
- Wrong City
- NoisyCell
- The Winking Owl
- Unveil Raze

2º giorno
- Ozzy and Friends
- Jane's Addiction
- Hatebreed
- A Day to Remember
- Black Label Society
- Babymetal
- Fear, and Loathing in Las Vegas
- 9mm Parabellum Bullet
- Her Name in Blood
- Ningen Isu
- OLDCODEX
- ANIMETAL THE SECOND
- A Crowd of Rebellion
- Kanojo in the Display
- SALTY DOG

### 2014
Non si è tenuto nessuno show.

### 2015
Non si è tenuto nessuno show.

### 2016
L’Ozzfest si tiene negli Stati Uniti unendosi al festival degli Slipknot (il Knotfest) con il nome “Ozzfest Meets Knotfest” svolgendosi in due giorni.
Ozzfest (1º giorno)
- Black Sabbath
- Disturbed
- Megadeth
- Opeth
- Black Label Society
- Rival Sons
- Children Of Bodom
- Hatebreed
- Devildriver
- Goatwhore
- Huntress
- Dead Cross
- Municipal Waste
- Kataklysm
- Nails
- The Shrine
- Still Rebel

Knotfest (2º giorno)
- Slipknot
- Slayer
- Amon Amarth
- Anthrax
- Trivium
- Sabaton
- Suicide Silence
- Overkill
- Emmure
- Butcher Babies
- Man With A Mission
- Whitechapel
- Combichrist
- Death Angel
- SiM
- Oni

### 2017
L’Ozzfest, come nell’anno precedente, si unisce al ‘’Knotfest’’ per un’unica edizione negli Stati Uniti svoltasi in due giorni.
Ozzfest (1º giorno)
- Black Sabbath
- Prophets of Rage
- Deftones
- Children of Bodom
- Orange Goblin
- Kreator
- Baroness
- High on Fire
- Iron Reagan
- 1349
- Havok
- Kyng
- Tombs
- Night Demon
- Thrown Into Exile
- Possessed
- Suffocation
- Fallujah
- Rings of Saturn

Knotfest (2º giorno)
- Rob Zombie
- Marilyn Manson
- Stone Sour
- Eighteen Visions
- Prayers
- Testament
- Life of Agony
- The Black Dahlia Murder
- Upon a Burning Body
- Goatwhore
- Death Angel
- Code Orange
- Oni
- Stitched Up Heart
- Ded
- Sid Wilson
- Repulsion
- Exhumed
- Warbringer
- Ghoul

### 2018/2019
L’Ozzfest si svolge negli Stati Uniti a Inglewood il 31 dicembre 2018 come evento di fine anno con una scaletta che vede Ozzy Osbourne effettuare dal palco il tradizionale conto alla rovescia per la mezzanotte iniziando l'anno 2019 con il brano ‘’I Don’t Know’’.
- Ozzy Osbourne
- Rob Zombie
- Marilyn Manson
- Body Count
- Zakk Wylde
- DevilDriver
- Wednesday 13

### 2022
L'Ozzfest si tiene dal 10 al 13 novembre 2022 nel Decentraland, per la prima volta nel metaverso, attraverso il Metaverse Music Festival.
- Ozzy Osbourne
- Motörhead
- Megadeth
- Skid Row
- Raven Age
- Black Label Society
- Metallica
- Britof